# The Last of Us (seriál)
The Last of Us je americko-kanadský postapokalyptický dramatický televizní seriál vysílaný na platformě HBO. První řada vychází ze stejnojmenné videohry z roku 2013, vyvinuté studiem Naughty Dog, a odehrává se v období pandemie způsobené parazitickou houbovou infekcí, která u hostitelů vyvolává přeměnu ve stvoření podobná zombie a vede ke kolapsu civilizace. Děj sleduje pašeráka Joela (Pedro Pascal), který má za úkol doprovodit dospívající dívku Ellie (Bella Ramsey) napříč postapokalyptickými Spojenými státy.
Druhá řada vychází z první části videohry The Last of Us Part II. Bill a Ellie se usadili v Jacksonu ve Wyomingu spolu s Joelovým bratrem Tommym (Gabriel Luna) a Elliinými přáteli Dinou (Isabela Merced) a Jessem (Young Mazino). Po Joelově smrti se skupina vydává do Seattlu, aby vypátrala jeho vražedkyni Abby (Kaitlyn Dever).
První řada, která je označována za největší televizní produkci v kanadské historii,[zdroj?] byla natáčena v kanadské Albertě od července 2021 do června 2022. Skládá se z devíti epizod, jejichž scénář napsali Craig Mazin a Neil Druckmann, jeden z původních tvůrců videohry. Premiéra proběhla 15. ledna 2023. 
Druhá řada byla natáčena v roce 2024 v Britské Kolumbii a skládá se z sedmi epizod. Na scénáři se podíleli Craig Mazin, Neil Druckmann a Halley Gross. Třetí řada je ve fázi příprav a její natáčení je plánováno na rok 2026. Hudbu k seriálu složil argentinský skladatel Gustavo Santaolalla, který je také autorem hudby k původní videohře.
Seriál je prvním titulem stanice HBO založeným na videohře a vznikl v koprodukci společností Sony Pictures Television, PlayStation Productions, Naughty Dog, The Mighty Mint a Word Games. Získal si uznání kritiků i diváků a obdržel řadu ocenění, včetně sedmi cen Primetime Emmy.

## Obsazení

### Hlavní role
- Pedro Pascal jako Joel Miller (1. a 2. řada), zocelený přeživší, kterého trápí trauma z minulosti. Joel má za úkol propašovat mladou dívku z karanténní zóny a nakonec přes Spojené státy.[5] Joel je v seriálu zranitelnější – kvůli výstřelu špatně slyší na jedno ucho a když vstává, bolí ho kolena.[6]
- Bella Ramsey jako Ellie Williamsová (1. a 2. řada), čtrnáctiletá vzdorovitá a naštvaná dívka, která potřebuje blízkost a sounáležitost. Neztratila svou hravost, snadno se sblíží s dětmi a má zálibu ve slovních hříčkách.[7][8] Je imunní vůči infekci způsobené Cordycepsem, což může být klíčem k vytvoření léku.[9]
- Gabriel Luna jako Tommy Miller (1. a 2. řada), Joelův mladší bratr a bývalý voják, který si zachovává idealismus v naději na lepší svět.[10]
- Isabela Merced jako Dina (2. řada)
- Young Mazino jako Jesse (2. řada)
- Kaitlyn Dever jako Abby (2. řada)

### Vedlejší role
- Anna Torv jako Theresa „Tess“ Servopoulosová (1. řada), zocelená přeživší a Joelova pašerácká partnerka.[11] Tess je v bostonské karanténní zóně respektována, převážně ze strachu. Během jejich eskortní mise s Joelem chrání Ellie.[12]
- Rutina Wesley jako Maria Millerová (1. a 2. řada), vedoucí osady v Jacksonu a Tommyho těhotná manželka.[13][14]
- Spencer Lord jako Owen (2. řada)
- Tati Gabrielle jako Nora (2. řada)
- Ariela Barer jako Mel (2. řada)
- Danny Ramirez jako Manny (2. řada)
- Catherine O’Hara jako Gail (2. řada), Joelova cynická terapeutka.

### Další role
- Nico Parker jako Sarah Millerová, Joelova čtrnáctiletá dcera, která se stará o svého otce.[15][16]
- John Hannah jako Dr. Newman, epidemiolog, který během talk show v roce 1968 varuje před nákazou.[17]
- Merle Dandridge jako Marlene, šéfka odbojové organizace Fireflies, která se snaží odtrhnout od armády. Dandridge opakuje svou roli z videoher.[18]
- Christopher Heyerdahl jako Dr. Schoenheist, epidemiolog, který je v talk show z roku 1968 skeptický k Newmanovu varování.[19]
- Brendan Fletcher jako Robert, obchodník se zbraněmi na černém trhu v bostonské karanténní zóně.[20]
- Christine Hakim jako Ratna Pertiwi, profesorka mykologie na Indonéské univerzitě, která radí vládě bombardovat Jakartu, aby se zpomalilo šíření infekce.[21]
- Nick Offerman jako Bill, přeživší žijící v izolovaném městě s Frankem. Billova paranoia a nedůvěra k vládě ho připravily na pandemii, je chráněn v zabezpečeném podzemním bunkru.[22]
- Murray Bartlett jako Frank, přeživší žijící v izolovaném městě s Billem. Frank je přátelštější a důvěřivější než Bill, chce zkrášlit jejich město a navázat přátelství s Tess a Joelem.[23]
- Lamar Johnson jako Henry Burrell, který se ukrývá před odbojovou organizací v Kansas City se svým mladším bratrem Samem. Henry udělá vše proto, aby ochránil svého bratra.[24]
- Melanie Lynskey jako Kathleen, šéfka odbojové organizace v Kansas City. Kathleen působí navenek mile, ale je inteligentní a rázná vůdykně.[25]
- Keivonn Woodard jako Sam, neslyšící, umělecky nadaný mladší bratr Henryho, se kterým se ukrývá před odbojovou organizací.[24][26]
- Jeffrey Pierce jako Perry, rebel v karanténní zóně, pravá ruka Kathleen.[23]
- John Getz jako Eldelstein, lékař z Kansas City, který chrání Henryho a Sama před Kathleen a rebely.[27]
- Graham Greene jako Marlon, muž žijící ve wyomingské divočině se svou ženou.[24]
- Elaine Miles jako Florence, Marlonova manželka, na rozdíl od Marlona nechtěla žít izolovaně v divočině.[24]
- Storm Reid jako Riley Abelová, osiřelá dívka a nejlepší kamarádka Ellie z vojenské školy, vyrůstající v postapokalyptickém Bostonu.[28] Riley utekla z vojenské školy, aby se přidala k organizaci Fireflies.[29]
- Scott Shepherd jako David, kazatel a vůdce náboženské skupiny..[30] David se chová jako starostlivý vůdce, ale je manipulativní a připomíná členům své vedoucí postavení. Tvrdí, že po vypuknutí našel Boha.[31]
- Troy Baker jako James, Davidova pravá ruka.[32] Baker hraje ve hrách Joela.[33]
- Ashley Johnson jako Anna, matka Ellie.[32] Johnson ve hrách hraje postavu Ellie.[33] Anna je vynalézavá, zabíjí nakažené při porodu. Je si blízká s Marlene; po porodu pověří Marlene, aby se o Ellie starala.[32]

## Seznam dílů

### První řada (2023)
| Č. v seriálu | Č. v seriálu | Původní název                    | Český název               | Režie          | Scénář                       | Premiéra v USA  | Premiéra v ČR   |
| --- | ------------ | -------------------------------- | ------------------------- | -------------- | ---------------------------- | --------------- | --------------- |
| 1 | 1            | When You're Lost in the Darkness | Když se ztratíš v temnotě | Craig Mazin    | Craig Mazin a Neil Druckmann | 15. ledna 2023  | 15. ledna 2023  |
| V roce 2003 zažehne celosvětovou pandemii infekce (mykózy) zmutované plísně Cordyceps. Joel prchá se svou dcerou Sarah a bratrem Tommym z jejich texaského domova, ale Sarah je zabita vojákem. O dvacet let později žije Joel v karanténní zóně v Bostonu spravovaném Federální agenturou pro reakci na katastrofy (FEDRA) a pracuje jako pašerák se svou partnerkou Tess. Když je Tommy přestane kontaktovat z Wyomingu, zaplatí místnímu prodejci Robertovi za autobaterii, ale ten je podvede a prodá ji Světlonošům, rebelské skupině stojící proti FEDŘE. Joel a Tess se baterii pokoušejí získat zpět a narazí na Marlene, vůdkyni Světlonošů, která je prosí, aby vzali teenagerku Ellie do Massachusetts State House (sídlo vlády státu Massachusetts) výměnou za funkční nákladní auto. Při útěku z karanténní zóny narazí na vojáka, který je otestuje na infekci a zjistí, že Ellie je pozitivní. Joel zabije vojáka a Ellie tvrdí, že je imunní. |              |                                  |                           |                |                              |                 |                 |
| 2 | 2            | Infected                         | Nakažení                  | Neil Druckmann | Craig Mazin                  | 22. ledna 2023  | 22. ledna 2023  |
| Dva dny před vypuknutím celosvětové epidemie ukazuje v Jakartě vládní úředník Indonésie mykoložce infikovanou mrtvolu a ta jim řekne, že neexistuje žádný lék ani vakcína a radí vybombardovat město, aby se zabránilo dalšímu šíření. V současnosti v Bostonu Ellie vysvětluje Joelovi a Tess, že bude transportována na západ v naději, že bude použita k nalezení léku. Zjistí, že cesta do State House je plná infikovaných. Probijí se historickým muzeem, kde je napadnou slepí infikovaní známí jako „clickeři“ a Ellie je pokousána. Dorazí do State House, ale Světlonoši jsou mrtví. Tess odhalí, že byla pokousána, zatímco Ellie se kousnutí začíná hojit, což dokazuje její imunitu. Joel zastřelí infikovaného, což upozorní všechny nakažené v okolí na jejich polohu. Tess ho přesvědčí, aby utekl a vzal Ellie k jejich spojencům do Lincolnu ve státě Massachusetts, zatímco ona zůstane pozadu, vyhodí budovu do povětří a zabije sebe i hordu nakažených.                                                                                          |              |                                  |                           |                |                              |                 |                 |
| 3 | 3            | Long Long Time                   | Long, Long Time           | Peter Hoar     | Craig Mazin                  | 29. ledna 2023  | 29. ledna 2023  |
| Joel a Ellie se vydávají na cestu, aby se v Lincolnu setkali s Billem a Frankem. Ellie vidí důkazy o vládních popravách nevinných během prvních dnů pandemie. V roce 2007 Frank opouští Baltimore a narazí na Billa, paranoidního survivalistu, který se ho neochotně ujme. Muži si spolu začnou románek a sdílejí lásku k hudbě a jídlu. O několik let později Frank kontaktuje Tess rádiem a obě skupiny navazují slabé přátelství. V současnosti je Frank smrtelně nemocný a žádá Billa, aby mu pomohl při asistované sebevraždě poté, co se vezmou. Bill, který nechce žít bez Franka, se také zabije. Když Joel a Ellie dorazí, objeví dopis, který Bill nechal Joelovi. Bill napsal, že ochrana Franka dala jeho životu smysl a že přenechává Joelovi své zásoby. Aniž by to Joel tušil, Ellie vezme Frankovu pistoli. Nasednou do Billova auta a vydají se najít Tommyho. |              |                                  |                           |                |                              |                 |                 |
| 4 | 4            | Please Hold My Hand              | Drž mě za ruku            | Jeremy Webb    | Craig Mazin                  | 5. února 2023   | 5. února 2023   |
| Joel a Ellie cestují přes stát Missouri a jsou přinuceni udělat okliku skrz město Kansas City, kde jsou přepadeni. Joel zabije dva z banditů, ale třetí ho přemůže a málem ho udusí k smrti, než ho Ellie zachrání tím, že toho muže zastřelí Frankovou pistolí. Další bandité najdou těla a jejich vůdkyně Kathleen věří, že Joel a Ellie by mohli být v kontaktu s mužem jménem Henry, a proto po nich vyhlásí pátrání. Joel radí Ellie ohledně přestřelky a vrací jí pistoli. Kathleenin zástupce si myslí, že našel Henryho úkryt, ale pod budovou něco roste. Kathleen nařídí, aby to zatím zůstalo v tajnosti, dokud nenajdou Henryho. Joel a Ellie přespí ve výškové budově s byty v naději, že se jim podaří najít cestu z města za denního světla. Probudí se a zjistí, že Henry a jeho mladší bratr Sam je drží v šachu se zbraní v ruce. |              |                                  |                           |                |                              |                 |                 |
| 5 | 5            | Endure and Survive               | Vydržet a přežít          | Jeremy Webb    | Craig Mazin                  | 10. února 2023  | 10. února 2023  |
| Henry a Sam uzavřou předběžné příměří s Joelem a Ellie. Joel se chce rozejít, ale Henry navrhuje, aby společně unikli z Kansas City pomocí podzemních tunelových tras, které zná pouze Henry. Joel váhavě souhlasí. Henry přizná Joelovi, že je zodpovědný za smrt Kathleenina bratra, kterého předal FEDŘE výměnou za léky na Samovu leukémii. Po úspěšném útěku skrze tunely je skupina napadena odstřelovačem z okna v patře domu. Joel se připlíží a zabije ho, ale zjistí, že vysílačkou předal zprávu Kathleen, která vzápětí dorazí se svojí milicí. Kathleen má Henryho v hledáčku, ale než stihne vystřelit, z podzemí se vynoří množství nakažených, včetně velkého „bloatera“, který utrhne hlavu Perrymu a dětského „clickera“, který Kathleen nakazí. Poté, co skupina uteče do motelu, Sam ukáže Ellie, že byl pokousán do nohy a Ellie se ho pokusí zachránit vlastní krví. Druhý den ráno infikovaný Sam napadne Ellie. Henry je nucen ho zabít, ale pak se zastřelí. Joel a Ellie je pohřbí a vydají se pěšky směrem na západ.                        |              |                                  |                           |                |                              |                 |                 |
| 6 | 6            | Kin                              | Rodina                    | Jasmila Žbanić | Craig Mazin                  | 19. února 2023  | 19. února 2023  |
| Tři měsíce po smrti Henryho a Sama se Joel a Ellie dostanou do malé, prosperující komunity ve městě Jackson ve státě Wyoming, kde se Joel znovu shledá s Tommym, jehož manželka Maria je těhotná. Ellie se od Marie dozvídá o osudu Sarah. Joel se Tommymu svěří s Ellieho imunitou a jeho vlastním upadajícím duševním stavem. Joel žádá Tommyho, aby vzal Ellie za Světlonoši, protože se bojí, že ji nemůže udržet v bezpečí. Ellie je zaslechne a konfrontuje Joela, který trvá na tom, že se rozejdou. Ráno si to Joel po vzpomínce na vlastní dceru rozmyslí a společně odcestují na koni do města Boulder ve státě Colorado do University of Eastern Colorado. Zde zjistí, že Světlonoši základnu vyklidili a možná se přemístili do nemocnice Saint Mary's Hospital v Salt Lake City ve státě Utah. Joel a Ellie se pokoušejí uniknout skupině nájezdníků. Když jeden z nich zaútočí na Joela, Joel ho zabije, ale během zápasu je bodnut do břicha. Joel a Ellie uniknou ostatním, ale Joel se brzy zhroutí a spadne z koně, přičemž Ellie neví, co má dělat. |              |                                  |                           |                |                              |                 |                 |
| 7 | 7            | Left Behind                      | Napospas                  | Liza Johnson   | Neil Druckmann               | 26. února 2023  | 26. února 2023  |
| Ellie a zraněný Joel se ukrývají v opuštěném domě. Když se Joel blíží smrti, naléhá na Ellie, aby ho opustila. Ellie vzpomíná na svůj čas ve vojenské škole FEDRA Bostonu, kterou navštěvovala se svou nejlepší kamarádkou Riley. Zatímco Ellie působí potíže a hádá se se svými vrstevníky, Riley utekla a je už tři týdny nezvěstná. Riley se vplíží zpět do jejich pokoje na koleji a prozradí Ellie, že se přidala ke Světlonošům. Přivede Ellie do opuštěného nákupního centra, kde prozkoumají fotobudku, pasáž a kolotoč. Riley řekne Ellie, že jí Světlonoši přidělili místo v Atlantě a že je to její poslední noc v Bostonu. Zatímco je Ellie zpočátku naštvaná, přesvědčí Riley, aby zůstala a políbí se. Zaútočí na ně nakažený, ale přestože se Ellie podaří ho zabít, jsou obě během boje kousnuty. V slzách se rozhodnou zůstat spolu a počkat, až se jich zmocní nákaza. Zpátky v přítomnosti Ellie najde šicí jehlu a vrátí se k Joelovi a začne mu zašívat ránu.                                                                                     |              |                                  |                           |                |                              |                 |                 |
| 8 | 8            | When We Are in Need              | V časech nouze            | Ali Abbasi     | Craig Mazin                  | 5. března 2023  | 5. března 2023  |
| Při lovu kvůli jídlu pro Joela, který se stále zotavuje, se Ellie setkává s kazatelem Davidem a jeho kolegou lovcem Jamesem. Svého jelena vymění za penicilin. David vysvětluje, že po apokalypse našel Boha a nyní je vůdcem skupiny přeživších. Odhaluje, že muž, který pobodal Joela, byl členem jeho skupiny. Ellie odejde a léčí Joela injekcemi penicilinu. Další den zahlédne Davida se skupinou mužů, kteří se chtějí Joelovi pomstít. Uteče, aby je odlákala od Joela, ale je zajata. David jí ve svém táboře prozradí, že jeho skupina se živila lidským masem. Mezitím se Joel probudí a mučí některé Davidovy muže, aby mu řekli, kde se nachází Ellie. David a James se pokoušejí zabít Ellie, ale ona zabije Jamese sekáčkem na maso a uteče. David pronásleduje Ellie, ale ta ho také sekáčkem zabije během záchvatu zuřivosti. Joel traumatizovanou Ellie najde, uklidňuje ji a objímá, a pak odejdou. |              |                                  |                           |                |                              |                 |                 |
| 9 | 9            | Look for the Light               | Hledej světlo             | Ali Abbasi     | Neil Druckmann, Craig Mazin  | 12. března 2023 | 12. března 2023 |
| Když Anna rodí Ellie, je kousnuta infikovaným, kterého zabije. Najde ji Marlene, která váhavě vezme Ellie a Annu na její žádost zabije. V současnosti vojáci Světlonošů v Salt Lake City zajmou Ellie a udeří Joela, takže ztratí vědomí. Poté, co se Joel probudí v nemocnici (Saint Mary's Hospital), mu Marlene vysvětluje, že doktor připravuje Ellie na operaci, aby získal z jejího mozku lék, což ale Ellie nepřežije. Marlene nařídí, aby byl Joel odveden a propuštěn; on se však vzepře a zabije většinu vojáků a hlavního chirurga. Joel najde Ellie a opustí nemocnici. Marlene je zachytí a řekne, že je ještě čas najít lék, ale Joel ji zastřelí, protože by nepřestala pronásledovat Ellie. Když se Ellie probudí, Joel zalže a řekne jí, že Světlonoši našli i jiné imunní lidi, ale nebyli schopni vytvořit lék, a tak ho přestali hledat. Když jedou zpět do Jacksonu, Ellie pociťuje po veškerém prožitém násilí vinu přeživšího. Ellie trvá na tom, aby Joel přísahal, že říkal o Světlonoších pravdu. Joel přísahá a Ellie mu odpoví: „Dobře“.   |              |                                  |                           |                |                              |                 |                 |

### Druhá řada (2025)
| Č. v seriálu | Č. v řadě | Původní název      | Český název        | Režie              | Scénář                                     | Premiéra        |
| ------------ | --------- | ------------------ | ------------------ | ------------------ | ------------------------------------------ | --------------- |
| 10           | 1         | Future Days        | Dny budoucí        | Craig Mazin        | Craig Mazin                                | 13. dubna 2025  |
| 11           | 2         | Through the Valley | Through the Valley | Mark Mylod         | Craig Mazin                                | 20. dubna 2025  |
| 12           | 3         | The Path           | Volba              | Peter Hoar         | Craig Mazin                                | 27. dubna 2025  |
| 13           | 4         | Day One            | Den první          | Kate Herron        | Craig Mazin                                | 4. května 2025  |
| 14           | 5         | Feel Her Love      | Pociť její lásku   | Stephen Williams   | Craig Mazin                                | 11. května 2025 |
| 15           | 6         | The Price          | Cena               | Neil Druckmann     | Neil Druckmann, Halley Gross a Craig Mazin | 18. května 2025 |
| 16           | 7         | Convergence        | Sblížení           | Nina Lopez-Corrado | Neil Druckmann, Halley Gross a Craig Mazin | 25. května 2025 |

## Produkce

### Výroba
Po vydání videohry The Last of Us od Naughty Dog v roce 2013 došlo k pokusu o dvě filmové adaptace: celovečerní film napsaný scenáristou a kreativním ředitelem hry Neilem Druckmannem a produkovaný Samem Raimim vstoupil do vývojářského pekla a adaptace krátkého animovaného filmu od Oddfellows byla zrušena společností Sony. V březnu 2020 byla na HBO ve fázi plánování oznámena televizní adaptace, která by měla pokrývat události této hry a možná i některé části jejího pokračování The Last of Us Part II (2020). Craig Mazin byl vybrán, aby pomohl Druckmannovi napsat scénář a rovněž sloužit jako výkonný producent. Dalšími výkonnými producenty se stali Carolyn Strauss a prezident Naughty Dog, Evan Wells. Jako skladatel byl vybrán Gustavo Santaolalla, který je rovněž zodpovědný za hudbu ke hrám. Seriál byl oznámen jako společná produkce Sony Pictures Television, PlayStation Productions a Naughty Dog; je to první seriál PlayStation Productions. Vzniká pod hlavičkou Bear and Pear Productions.
V červnu 2020 bylo oznámeno, že Johan Renck, který dříve spolupracoval s Mazinem na Černobylu od HBO, se stal výkonným producentem a měl režírovat pilotní epizodu. V listopadu však odešel ze seriálu kvůli jiným pracovním povinnostem, protože se produkce na The Last of Us protáhla kvůli pandemii covidu-19. HBO dal seriálu zelenou 20. listopadu 2020. Jako další producenti pak byli vybráni Asad Qizilbash a Carter Swan z PlayStation Productions a jako produkční společnost se připojily Word Games. V lednu 2021 se společnost Mighty Mint připojila k produkci seriálu a Kantemir Balagov byl oznámen jako režisér pilotní epizody. Balagov měl dlouho zájem o adaptaci hry a chtěl natočit několik epizod, ale v říjnu 2022 přiznal, že rok předtím opustil projekt kvůli tvůrčím neshodám a záběry, které natočil, nebudou v seriálu použity. Rose Lam se v únoru 2021 přidala jako výkonná producentka.
Podle Directors Guild of Canada (DGC) začala předprodukce seriálu v Calgary v Albertě 15. března 2021, přičemž Mazin do Calgary dorazil v květnu. Ali Abbasi a Jasmila Žbanić byli oznámeni jako další režiséři v dubnu 2021. V červenci 2021 Mazin oznámil, že první řada se bude skládat z deseti epizod a že bude třeba najmout další dva režiséry; v listopadu 2022 bylo potvrzeno, že první série se bude skládat z devíti epizod. V červenci 2021 DGC odhalil, že režií byl pověřen Peter Hoar, v srpnu následoval Mazin, v září Druckmann a v lednu 2022 Liza Johnson a Jeremy Webb. V únoru 2022 Druckmann potvrdil, že režíroval jednu z epizod, což mu umožnilo získat zkušenosti, které může využít při režii her. Kameraman Nadim Carlsen, který s Abbasim často spolupracuje, řekl, že pracoval na dvou epizodách. Choreografii první řady vytvořil Paul Becker a design protetiky včetně vzhledu infikovaných Barrie Gower. Na vzniku seriálu se podílí i studio speciálních efektů DNEG.
The Last of Us má být největší televizní produkcí, která kdy v Kanadě vznikla, a zisky, které má přinést Albertě, se odhadují na více než 200 milionů kanadských dolarů. Podle Damiana Pettiho, prezidenta kanadské unie umělců IATSE 212, rozpočet seriálu přesahuje 10 milionů kanadských dolarů na epizodu; jiné zdroje naznačují, že náklady na jednu epizodu se blíží 15 milionům kanadských dolarů a podle bývalého premiéra Alberty Jasona Kenneyeho by HBO mohl za produkci seriálu utratit až 200 milionů dolarů ročně. Petti a filmový komisař z Calgary Luke Azevedo uvedli, že produkční tým si částečně vybral Albertu pro produkci kvůli rozhodnutí vlády z roku 2021 odstranit strop daňových úlev ve výši 10 milionů kanadských dolarů na projekt. IATSE 212 uvedlo, že výroba série v provincii zvýšila zaměstnanost a členství v odborech o 30 %, přičemž na ní pracovalo pět výrobních designérů a stovky technických specialistů. Rodnyansky řekl, že seriál bude trvat několik sezón, zatímco Kenney tvrdil, že by mohl trvat až osm; Mazin navrhl, že pokud bude první řada hodnocena kladně, je možné vytvořit druhou. Druckmann řekl, že první řada bude pokrývat události první hry.

### Casting
Na Mezinárodní den žen dne 8. března 2020 Druckmann potvrdil, že se v seriálu objeví několik postav z her, včetně Ellie, Riley, Tess, Marlene a Marie. Dne 10. února 2021 byli Pascal a Ramsey obsazeni do rolí Joela a Ellie.
Pro roli Joela byl původně zvažován Mahershala Ali a Mazin o této roli hovořil s Matthewem McConaugheym. Kandidátky zvažované pro Ellie ve zrušené filmové adaptaci – jako Maisie Williamsová a Kaitlyn Dever – od té doby zestárly a nebylo tak o nich uvažováno jako o představitelce Ellie v seriálu. Producenti hledali herce, kteří by mohli ztělesňovat Joela a Ellie individuálně a zároveň napodobovat jejich vztah. Ačkoli oba účinkovali v seriálu Hra o trůny, Pascal a Ramsey se před začátkem natáčení seriálu The Last of Us nesetkali, ale zjistili, že mají mezi sebou chemii, která se během produkce vyvíjela.
Bylo oznámeno, že Gabriel Luna byl obsazen do hlavní role Tommyho 15. dubna 2021 a 27. května bylo potvrzeno, že si Dandridge zopakuje svou roli Marlene z videoher. V květnu 2021 Classic Casting rozeslal výzvu na obsazení komparzistů z Calgary, Fort Macleod, High River a Lethbridge; přihlásit se mohl kdokoli starší 18 let a doporučeni byli ti s vozidly od roku 1995 do roku 2003. 30. června 2021 bylo oznámeno, že Nico Parker byla obsazena jako Sarah. Obsazení Pierce, Bartletta a O'Neilla do rolí Perryho, Franka a Billa bylo oznámeno 15. července 2021, poté Torv jako Tess 22. července. Leland uvedl, že do října 2021 natočil několik scén seriálu. 5. prosince 2021 Bartlett prohlásil, že Offerman se objeví v pořadu v jemu blízké roli; o dva dny později bylo oznámeno, že Offerman bude hrát Billa a nahradí O'Neilla, který byl nucen odstoupit kvůli jiným pracovním povinnostem. 9. prosince 2021 Žbanić odhalila obsazení Greenea, Milesové a Wesley. Obsazení Reid do role Riley Abelové bylo oznámeno 14. ledna 2022. V únoru 2022 Mazin rozeslal castingovou výzvu pro neslyšící chlapce tmavé pleti ve věku 8–14 let, kteří ovládají americkou znakovou řeč nebo černošskou americkou znakovou řeč; Deaf West Theatre potvrdilo, že to bylo pro postavu Sama, který se objeví ve dvou epizodách natočených v březnu a dubnu 2022. V červnu 2022 Druckmann oznámil, že Troy Baker a Ashley Johnson budou hrát v seriálu; jména jejich postav byla odhalena v prosinci. Obsazení Lamara Johnsona a Keivonna Woodarda do role Henryho a Sama bylo oznámeno v srpnu 2022 spolu s oficiálním oznámením Greenea a Milesové jako Marlona a Florence. Obsazení Lynskey do role Kathleen bylo oznámeno spolu s vydáním teaser traileru v září 2022, zatímco obsazení Shepherda bylo odhaleno v prvním traileru v prosinci.
Podle Variety byl casting pro druhou řadu pozastaven v květnu 2023 kvůli stávce scenáristů; herci nakonec byli na konkurzech se scénami ze hry The Last of Us Part II kvůli absenci scénářů. Produkční tým chtěl zahájit casting druhé řady s postavou Abby; Mazin a Los Angeles Times uvedli, že role byla obsazena před stávkou. Dne 9. ledna 2024 bylo oznámeno, že byla do role Abby obsazena Kaitlyn Dever. Následujícího dne se k obsazení připojil Young Mazino v roli Jesseho.

### Scénář
Mazin a Druckmann napsali námět a scénář seriálu; podle Writers Guild of America West, před snížením z deseti na devět epizod, Druckmann a Mazin spolu napsali první dvě, Druckmann napsal osmou a Mazin napsal zbývajících sedm. Mazin – fanoušek videoher, který je hrál asi dvanáctkrát – byl představen Druckmannovi prostřednictvím Shannon Woodwardové, společné přítelkyně, která ztvárnila Dinu v Part II. Druckmann, fanoušek Mazinova seriálu Černobyl, původně pracoval na filmové adaptaci hry; Mazin uvedl, že dobře vyprávět příběh vyžaduje délku a tempo televizního seriálu a Druckmann souhlasil. Mazin řekl, že díky dobře napsané zápletce původního seriálu by seriál mohl změnit paradigma filmových a televizních adaptací videoher, a „[manažerům HBO] trvalo pouhých dvacet minut googlování, než si uvědomili, že The Last of Us je Lawrence z Arábie videoher z hlediska vyprávění. Mazin řekl, že změny provedené pro adaptaci „jsou navrženy tak, aby věci vyplňovaly a rozšiřovaly, ne aby je zrušily, ale vylepšily“. Poznamenal, že seriál se vyhýbá epizodickým dějům, jako jsou náhodná setkání, která se v původním příběhu nevyskytují. Řekl, že do seriálu bude přidán obsah vystřižený ze hry, včetně jednoho momentu, který mu Druckmann popsal. Druckmann uvedl, že scénář pořadu si částečně půjčuje dialogy přímo ze hry, zatímco jiné se výrazně liší a že některé původní akční sekvence byly na žádost HBO změněny tak, aby byly více zaměřené na postavy. Druckmann řekl, že seriál zaujal opačný přístup k adaptaci než film Uncharted (2022), založený na stejnojmenné videoherní sérii od Naughty Dog; zatímco Uncharted vypráví nový příběh s momenty z her, které dodávají „příchuť Uncharted“, The Last of Us je přímou adaptací s drobnými odchylkami, která umožňuje úpravy, jako je změna perspektivy postav způsobem, který je v pohlcující hře nedosažitelný.
Pandemie se v seriálu odehrává v roce 2003, nikoliv v roce 2013 jako ve hře. Rotten Tomatoes uvedl názvy prvních tří epizod v prosinci 2022: „When You're Lost in the Darkness“, „Cordyceps Ordo Seclorum“ a „Long Long Time“; Mazin vysvětlil, že název pro druhou epizodu byl „raný nápad“ a nakonec byl změněn, protože „to nedávalo smysl”. Dodal, že konečné názvy budou odhaleny „brzy“.

### Natáčení
Natáčení seriálu začalo v Calgary v Albertě 12. července 2021, o týden později, než bylo původně plánováno. Kvůli pandemii covidu-19 byli herci a štáb po vstupu do Kanady na dva týdny v karanténě. Ksenia Sereda, častá Balagovova spolupracovnice, pracovala jako kameramanka po boku Balagova a Druckmanna. Eben Bolter pracoval po boku Hoara, zatímco častá spolupracovnice Christine A. Maier pracovala s Žbanić. Herci a štáb dorazili do Calgary v červnu; Luna zveřejnil první fotku ze svého natáčení po boku Balagova, Pascala, Parkera a Seredy 2. července 2021. 12. července 2021 schválila rada High River žádost produkčního týmu o natáčení v bývalé oblasti Beachwood mezi červencem a říjnem; výměnou za to produkce zaplatila městu 100 000 kanadských dolarů za komunitní financování a vrátila městu dalších 15 000 kanadských dolarů za odstranění tří stromů v této oblasti. Natáčení v High River se konalo ve večerních hodinách od 13. do 19. července 2021, před přesunem do Fort Macleod od 19. do 24. července, po měsících zkoušek a příprav, včetně průzkumů podniků a obyvatel; několik výkladních skříní bylo změněno tak, aby odpovídali pořadu. Na natáčení se objevila policejní auta z Austinu v Texasu, kde se odehrával prolog hry. Produkce se vrátila do High River večer 29. července 2021, než se v srpnu přesunula do Calgary.
Nedaleko Stampede Parku byla postavena malá ulička cihlových budov pro účely produkce, aby znovu vytvořili karanténní zónu v Bostonu, jak je znázorněno v úvodním aktu hry. Balagovova práce na pořadu byla dokončena 30. srpna 2021; později projekt zcela opustil kvůli tvůrčím neshodám. V září 2021 Torv natáčela v Kanadě. Hoarovy epizody byly dokončeny 5. října 2021. Natáčení probíhalo v okolí Rice Howard Way v Downtown Edmontonu od 2. do 18. října 2021; Pascal natáčel úvodní záběry v této oblasti na začátku října a později v měsíci se vrátil k plné produkci po boku Ramsey a Torv. Na Rice Howard Way, který stal postapokalyptickým Bostonem, byl před italskou restaurací vybudován obrovský kráter a panorama města bylo nahrazeno zeleným plátnem. Produkční štáb přeměnil místní podnik na zničený salon a zeptal se jiného, zda by dovolil kaskadérovi proletět předním oknem. Výroba probíhala v budově Alberta Legislature Building, která byla pokryta vinnou révou a zelení. Produkce utratila asi 372 000 dolarů za čtyřdenní natáčení v Edmontonu. Natáčení probíhalo v centru Calgary od 15. do 18. října 2021, po něm následoval Beltline od 23. do 28. října 2021. Druckmannovy epizody byli dokončeny 7. listopadu 2021.
Pro sedmou epizodu v Canmore v Albertě znovu vytvořili město Jackson ve Wyomingu, ve hře je to místo, kde se Tommy usadil. Natáčení probíhalo od 15. do 19. listopadu 2021 a zúčastnili se ho Pascal, Ramsey a Luna, stejně jako asi tři sta komparzistů a koní. Většina městských podniků uzavřela smlouvu s producenty, kteří jim platili 1 000–1 500 kanadských dolarů za den jako kompenzaci za nepříjemnosti spojené s natáčením seriálu. Koncem listopadu 2021 se natáčení přesunulo na Mount Royal University a Southern Alberta Institute of Technology (SAIT), kde vytvořili fiktivní univerzitu v jižním Coloradu. SAIT byl zbaven sněhu a okolí bylo pokryto listím, aby bylo možné zaznamenávat podzimní scény. Epizody natočené Jasmilou Žbanić byly dokončeny 9. prosince 2021. Nákupní cetrum Northland Village Mall v severozápadním Calgary bylo v lednu 2022 upraveno pro natáčení seriálu. Ve stejném měsíci se tvůrci přesunuli do Okotoksu, kde se natáčelo od 7. do 12. února 2022. Obyvatelé města poukazovali na to, že k nárůstu obchodu přispěla výroba seriálu v jejich městě; pro The Last of Us bylo upraveno 28 fasád budov, což městu přineslo příjem 18 tisíc kanadských dolarů. Od 14. do 18. února 2022 se štáb přesunul do národního parku Waterton Lakes; na natáčení se objevila vozidla s poznávacími značkami Colorada.
Airport Trail v severovýchodním Calgary bylo od 14. do 17. března 2022 uzavřeno pro filmovou produkci, čehož později vyplynulo, že by se mohlo jednat o The Last of Us. Výroba epizod režírovaných Webbem začala v březnu 2022 a skončila v červnu spolu s koncem natáčení první série. Lamar Johnson a Woodard natáčeli v Calgary 23. března 2022; scény se odehrávají v Kansas City v Missouri, který nahrazuje Pittsburgh ze hry. Výroba pokračovala v Calgary v dubnu, včetně okolí Calgary Courts Centre, Kensington a Victoria Park. Pascal a Ramsey byli na natáčení v Calgary v květnu, po několika dnech následovala vojenská vozidla představující FEDRA, fiktivní vojenskou frakci. Později v květnu fotografie odhalily nemocniční scénu, kde se odehrává závěrečná sekvence první hry. Koncem května a začátkem června 2022 se natáčelo v Olds, kde bylo zapojeno několik místních společností; nástěnnou malbu vytvořenou pro potřeby seriálu, která měla být po skončení natáčení odstraněna, nakonec ponechali. Natáčení skončilo ráno 11. června 2022, o dva dny později, než bylo původně plánováno. Dodatečné natáčení se uskutečnilo 4. října 2022 na Interstate 435 v Kansas City.

### Hudba
Hudbu k seriálu složil Gustavo Santaolalla, dříve zodpovědný za soundtrack ke hrám. Skladatel uvedl, že hispánské publikum „rozpoznává [v jeho hudbě] známá témata“. Zkušenosti s psaním hudby k filmům získal při spolupráci na seriálech Jane the Virgin (2014–2019) a Jak vyrobit vraha (2015–2018).

## Distribuce a propagace
Zatímco Balagov a The Hollywood Reporter původně naznačovali, že se pořad začne vysílat v roce 2022, vedoucí obsahu HBO a HBO Max Casey Bloys to v únoru 2022 popřel a objasnil, že se pravděpodobně začne vysílat v roce 2023; v červenci 2022, Bloys dodal, že bude pravděpodobně vysílán začátkem roku 2023. 26. září 2021 HBO sdílel první fotku Pascala a Ramsey v kostýmu a 10. června 2022 na Summer Game Festu první fotku ze seriálu. První záběry z pořadu byly odhaleny v upoutávce HBO Max během premiéry Rodu draka 21. srpna 2022, obsahující Pascala, Ramsey, Parkerovou a Offermana. Vydání remaku původní hry The Last of Us Part I v září 2022 bylo částečně založeno na potenciálu představit televizním divákům hry. První trailer seriálu byl vydán pro The Last of Us Day 26. září 2022, obsahuje první záběry Luny, Dandridge, Torv a Reid a potvrzuje premiéru v roce 2023 a obsazení Lynskey; píseň z ukázky, „Alone and Forsaken“ od Hanka Williamse, byla součástí hry a byla použita v jednom z jejích upoutávek. Teaser zaznamenal přes 17 milionů zhlédnutí za méně než 24 hodin na Twitteru a YouTube.
Po úniku informací ze Sky a HBO Max 2. listopadu 2022 HBO oznámil, že seriál bude mít premiéru ve Spojených státech 15. ledna 2023, a zveřejnil první oficiální plakát. Ve Spojených státech bude mít seriál premiéru na HBO a bude k dispozici pro streamování v rozlišení 4K na HBO Max; v Austrálii je bude vysílat Binge, v Kanadě Crave, v Indii Disney+ Hotstar, na Novém Zélandu Neon a ve Spojeném království a Irsku, Německu a Rakousku, Itálii a Švýcarsku Now a kanály Sky Group. První epizoda bude mít světovou premiéru na červeném koberci ve Westwoodu v Kalifornii 9. ledna a předčasné promítání v budapešťském kině 11. ledna 2023. Krátký klip ukazující Joela a Ellie, kteří se schovávají před clickerem, byl vydán 16. listopadu 2022, aby nalákal vystoupení tvůrcu seriálu na CCXP následující měsíc. Plakáty jedenácti postav byly zveřejněny 30. listopadu 2022. Dandridge, Druckmann, Luna, Mazin, Pascal a Ramsey se objevili v panelu na CCXP 3. prosince, kde byl zveřejněn první trailer, odhalující první zjevení Bakera, Ashley Johnson a Shepherda. 8. prosince 2022 byli Baker, Ashley Johnson, Pascal a Ramsey moderátory udílení cen The Game Awards 2022. V prosinci HBO oznámil, že Baker bude vedle seriálu uvádět doprovodný podcast, ve kterém vystoupí Mazin a Druckmann.